# Sušení ryb

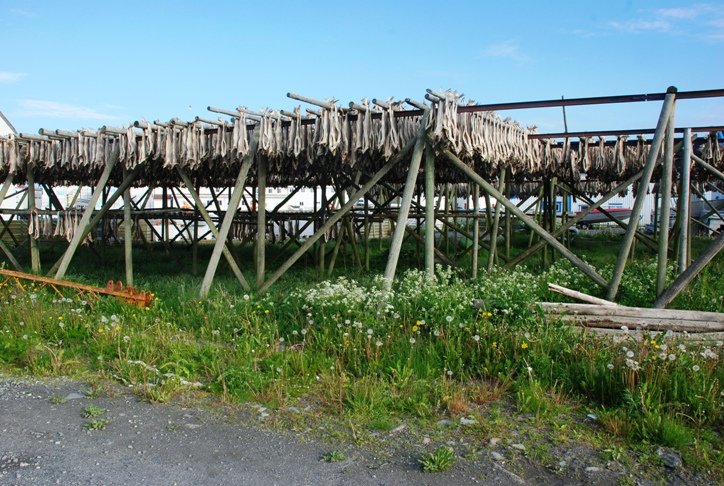
Sušení ryb v souostroví Røst v Norsku.

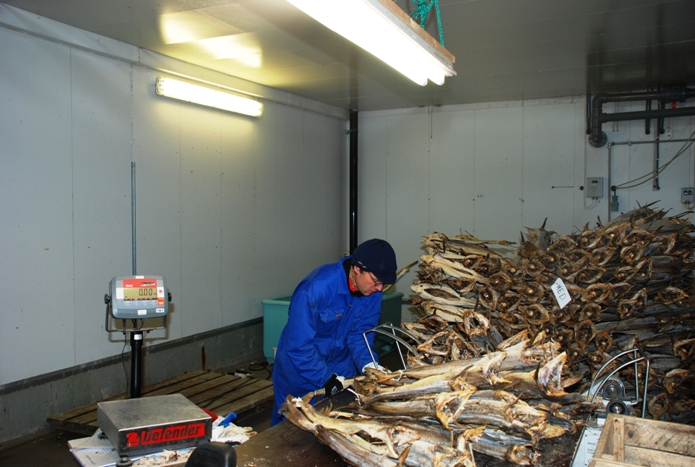
Pracovník se sušenými treskami.

Sušení ryb je tradiční metoda užívaná po staletí. Probíhá bez nasolení, pouze za pomoci přírodních podmínek, zejména větru a občasného deště. Sušení potravin je nejstarší známá metoda konzervace, a takto upravené ryby vydrží i několik let. Ve vhodných klimatických podmínkách je tento způsob poměrně levný a efektivní. Ačkoliv se k sušení používají různé druhy ryb, daleko nejrozšířenější je treska obecná (Gadus morhua).

## Význam
Pro Norsko představují sušené ryby již po mnoho staletí velmi důležitou vývozní komoditu. Taktéž na Islandu vždy tvořily významnou součást tamního jídelníčku.
Velmi populární jsou rovněž ve Středomoří, zejména v Itálii, kde nesou název „stoccafisso“ (snad kromě Benátska, kde je rozšířen popletený název „baccalà“, jež jinak představuje rybu konzervovanou nasolením).

## Zpracování
Znalost umění konzervace ryb přírodním sušením se dá přirovnat k umění výroby dobré whisky, parmské šunky či vyzrálého sýru. Pro dosažení vysoké kvality je zapotřebí jednak dostatečný čas ke zrání a snažit se udržet objem výroby v přiměřeném množství.
Hlavní výlov tresek probíhá přibližně od ledna do dubna, kdy se obyvatelstvo příhodných lokalit značně rozroste o připluvší rybáře.
Po vyvržení se vždy dvě stejně velké ryby sváží ocasy k sobě, jsouce pak zavěšeny přes dlouhé bidlo, na němž se za působení klimatických vlivů (a příhodných bakterií) nechají zhruba tři měsíce vysoušet. Ideální jsou větrné podmínky s teplotou těsně nad bodem mrazu. Poté ještě „dozrávají“ uvnitř suchých a větraných hal další 2–3 měsíce. Nakonec se roztřídí podle velikosti a kvality, a čekají na závěrečnou expedici. Putují zejména do Itálie, ale také třeba do Chorvatska či Nigérie. Za nejlepší jsou považovány sušené tresky z Lofotů na severu Norska.
Během sušení ryba pozbude až 80 % vody v ní obsažené, přičemž veškeré nutriční hodnoty si uchová, pouze jsou notně koncentrované. Je bohatá zejména na proteiny, vitamíny, železo a vápník.